# Titularbistum Bisica
Das Bistum Bisica (italienisch diocesi di Bisica, lateinisch Dioecesis Bisicensis) ist ein Titularbistum der römisch-katholischen Kirche.
Es geht zurück auf einen untergegangenen Bischofssitz in der gleichnamigen antiken Stadt (auch Visica), die in der römischen Provinz Africa proconsularis lag, dem heutigen Henchir-Bijga in Tunesien. Der Bischofssitz war der Kirchenprovinz Karthago zugeordnet.
| Titularbischöfe von Bisica |                                                                     |                                                   |                   |                    |
| Nr.                        | Name                                                                | Amt                                               | von               | bis                |
| 1                          | Manuel Borras Ferré                                                 | Weihbischof in Tarragona (Spanien)                | 19. April 1934    | 12. August 1936    |
| 2                          | Francis Xavier Zhao Zhen-sheng SJ (Francis Xavier Chao Cheng-sheng) | Apostolischer Vikar von Xianxian (Republik China) | 2. Dezember 1937  | 11. April 1946     |
| 3                          | Francisco Prada Carrera CMF                                         | Prälat von São José do Alto Tocantins (Brasilien) | 3. September 1946 | 17. Januar 1957    |
| 4                          | Walter William Curtis                                               | Weihbischof in Newark (USA)                       | 27. Juni 1957     | 23. September 1961 |
| 5                          | Francis Edward Hyland                                               | emeritierter Bischof von Atlanta (USA)            | 11. Oktober 1961  | 31. Januar 1968    |
| 6                          | Jayme Henrique Chemello                                             | Weihbischof in Pelotas (Brasilien)                | 11. Februar 1969  | 1. September 1977  |
| 7                          | Gustavo Girón Higuita OCD                                           | Apostolischer Vikar von Tumaco (Kolumbien)        | 8. Februar 1990   | 29. Oktober 1999   |
| 8                          | Jan Franciszek Wątroba                                              | Weihbischof in Częstochowa (Polen)                | 20. April 2000    | 14. Juni 2013      |
| 9                          | Andrew Cozzens                                                      | Weihbischof in Saint Paul and Minneapolis (USA)   | 11. Oktober 2013  | 18. Oktober 2021   |
| 10                         | Jan Glapiak                                                         | Weihbischof in Posen (Polen)                      | 15. November 2021 |                    |